# Куркурачи (Месина)
Куркурачи је насеље у Италији у округу Месина, региону Сицилија.
Према процени из 2011. у насељу је живело 894 становника. Насеље се налази на надморској висини од 295 м.